# Dretuń (stacja kolejowa)
Dretuń (biał. Дрэтунь, ros. Дретунь) – stacja kolejowa w miejscowości Dretuń, w rejonie połockim, w obwodzie witebskim, na Białorusi. Położona jest na linii Newel - Połock.
Stacja powstała w czasach carskich na linii bołogojsko-siedleckiej.